# Seboncourt
Seboncourt – miejscowość i gmina we Francji, w regionie Hauts-de-France, w departamencie Aisne.
Według danych na styczeń 2014 roku gminę zamieszkiwały 1092 osoby, a gęstość zaludnienia wynosiła 93,1 osób/km².